# Ixalodectes flectocercus
Ixalodectes flectocercus é uma espécie de insecto da família Tettigoniidae.
É endémica da Austrália.